# Gaetano Catanoso
Gaetano Catanoso, född 14 februari 1879 i Reggio di Calabria, Italien, död 4 april 1963 i Reggio di Calabria, var en italiensk präst och ordensgrundare. Helgonförklarad den 23 oktober 2005.
Catanoso prästvigdes 1902 och blev församlingspräst i Reggio. Han grundade ett brödraskap som skulle verka för prästkallelser. Han organiserade även en omfattande karitativ verksamhet bland fattiga och sjuka.

## Fotnoter
1. 1 2  Ökumenisches Heiligenlexikon, Ökumenisches Heiligenlexikon-ID: G/Gaetano_Catanoso.html.[källa från Wikidata]
2. 1 2  GCatholic.org, GCatholic person-ID: 67147.[källa från Wikidata]